# فيفيان فيج
فيفيان فيج (بالمجرية: Víg Vivien)‏ مواليد 27 فبراير 1991 في بيتش، هي لاعبة كرة يد مجرية تلعب كحارس مرمى. وصلت مع فريقها إلى نصف نهائي دوري أبطال أوروبا لكرة اليد للسيدات في 2010.